# Natalie Grandin
Natalie Grandin (Oos-Londen, 27 februari 1981) is een tennisspeelster uit Zuid-Afrika. Op vierjarige leeftijd begon zij met het spelen van tennis. Haar favoriete ondergrond is hardcourt. Zij speelt linkshandig en heeft een tweehandige backhand. Zij was actief in het internationale tennis van 1997 tot en met 2013.

## Loopbaan

### Enkelspel
Grandin debuteerde in december 1996 op het ITF-toernooi van Kaapstad (Zuid-Afrika). Zij stond in 1999 voor het eerst in een finale, op het ITF-toernooi van Wellington (Nieuw-Zeeland) – zij verloor van de Hongaarse Nóra Köves. In 2002 veroverde Grandin haar eerste titel, op het ITF-toernooi van Port Pirie (Australië), door de Australische Evie Dominikovic te verslaan. In totaal won zij drie ITF-titels, de laatste in 2008 in Mount Gambier (Australië).
In 2001 kwalificeerde Grandin zich voor het eerst voor een WTA-hoofdtoernooi, op het toernooi van Bazel. Haar beste resultaat op de WTA-toernooien is het bereiken van de tweede ronde op het Tier III-toernooi van Birmingham in 2005.
Haar hoogste notering op de WTA-ranglijst is de 144e plaats, die zij bereikte in september 2005.

### Dubbelspel
Grandin behaalde in het dubbelspel betere resultaten dan in het enkelspel. Zij debuteerde in december 1996 op het ITF-toernooi van Kaapstad (Zuid-Afrika), samen met landgenote Alicia Pillay met wie zij meteen de finale bereikte – zij verloren van het duo Charlotte Aagaard en Maiken Pape. In 1999 veroverde Grandin haar eerste titel, op het ITF-toernooi van Frinton (VK), samen met landgenote Nicole Rencken, door het duo Leanne Baker en Nicole Sewell te verslaan. In totaal won zij 25 ITF-titels, de laatste in 2011 in Nassau (Bahama's).
In 2001 speelde Grandin voor het eerst op een WTA-hoofdtoernooi, op het Tier III-toernooi van Oklahoma, samen met landgenote Nicole Rencken. Later dat jaar had zij haar grandslamdebuut, op Wimbledon, met de Amerikaanse Dawn Buth aan haar zijde. Zij stond in 2005 voor het eerst in een WTA-finale, op het toernooi van Seoel, samen met de Amerikaanse Jill Craybas – zij verloren van het Taiwanese koppel Chan Yung-jan en Chuang Chia-jung. In 2011 veroverde Grandin haar enige WTA-titel, op het toernooi van Seoel, samen met de Tsjechische Vladimíra Uhlířová, door het koppel Vera Doesjevina en Galina Voskobojeva te verslaan.
Haar beste resultaat op de grandslamtoernooien is het bereiken van de kwartfinale, op het Australian Open 2011 samen met de Tsjechische Vladimíra Uhlířová. Haar hoogste notering op de WTA-ranglijst is de 22e plaats, die zij bereikte in mei 2012.

### Tennis in teamverband
In de periode 2001–2014 maakte Grandin deel uit van het Zuid-Afrikaanse Fed Cup-team – zij behaalde daar een winst/verlies-balans van 33–18.

## Posities op deWTA-ranglijst
Positie per einde seizoen:
| jaar | rang enkelspel | rang dubbelspel |
| ---- | -------------- | --------------- |
| 1999 | 517            | 352             |
| 2000 | 336            | 168             |
| 2001 | 239            | 158             |
| 2002 | 272            | 94              |
| 2003 | 150            | 152             |
| 2004 | 180            | 125             |
| 2005 | 159            | 109             |
| 2006 | 248            | 77              |
| 2007 | 203            | 88              |
| 2008 | 235            | 82              |
| 2009 | 383            | 78              |
| 2010 | 537            | 51              |
| 2011 | 768            | 24              |
| 2012 | 1067           | 41              |
| 2013 | 746            | 88              |

## Palmares
| Legenda                | Legenda                  |
| ---------------------- | ------------------------ |
| Grandslamtoernooi      |                          |
| Olympische Spelen      |                          |
| Year-End Championships |                          |
| tot 2009               | 2009 – 2020 / vanaf 2021 |
| Tier I                 | Premier Mandatory        |
| Tier II                | Premier Five / WTA 1000  |
| Tier III               | Premier / WTA 500        |
| Tier IV & V            | International / WTA 250  |
|                        | Challenger / WTA 125     |

### WTA-finaleplaatsen vrouwendubbelspel
| nr.              | finale     | toernooi        | ondergrond | partner            | tegenstandsters                           | score            |         |
| ---------------- | ---------- | --------------- | ---------- | ------------------ | ----------------------------------------- | ---------------- | ------- |
| gewonnen finales |            |                 |            |                    |                                           |                  |         |
| 01.              | 2011-09-25 | WTA Seoel       | hardcourt  | Vladimíra Uhlířová | Vera Doesjevina Galina Voskobojeva        | 7-6, 6-4         | details |
| verloren finales |            |                 |            |                    |                                           |                  |         |
| 01.              | 2005-10-02 | WTA Seoel       | hardcourt  | Jill Craybas       | Chan Yung-jan Chuang Chia-jung            | 2-6, 4-6         | details |
| 02.              | 2006-09-17 | WTA Bali        | hardcourt  | Trudi Musgrave     | Lindsay Davenport Corina Morariu          | 3-6, 4-6         | details |
| 03.              | 2006-10-15 | WTA Bangkok     | hardcourt  | Mariana Díaz Oliva | Vania King Jelena Kostanić                | 5-7, 6-2, 5-7    | details |
| 04.              | 2007-09-16 | WTA Bali        | hardcourt  | Jill Craybas       | Ji Chunmei Sun Shengnan                   | 3-6, 2-6         | details |
| 05.              | 2010-01-09 | WTA Auckland    | hardcourt  | Laura Granville    | Cara Black Liezel Huber                   | 6-7, 2-6         | details |
| 06.              | 2010-09-26 | WTA Seoel       | hardcourt  | Vladimíra Uhlířová | Julia Görges Polona Hercog                | 3-6, 4-6         | details |
| 07.              | 2011-04-30 | WTA Barcelona   | gravel     | Vladimíra Uhlířová | Iveta Benešová Barbora Záhlavová-Strýcová | 7-5, 4-6, [9-11] | details |
| 08.              | 2011-05-21 | WTA Straatsburg | gravel     | Vladimíra Uhlířová | Akgul Amanmuradova Chuang Chia-jung       | 4-6, 7-5, [2-10] | details |
| 09.              | 2011-07-10 | WTA Boedapest   | gravel     | Vladimíra Uhlířová | Anabel Medina Garrigues Alicja Rosolska   | 2-6, 2-6         | details |
| 10.              | 2011-08-21 | WTA Cincinnati  | hardcourt  | Vladimíra Uhlířová | Vania King Jaroslava Sjvedova             | 4-6, 6-3, [9-11] | details |
| 11.              | 2012-05-26 | WTA Straatsburg | gravel     | Vladimíra Uhlířová | Volha Havartsova Klaudia Jans-Ignacik     | 7-6, 3-6, [3-10] | details |

## Resultaten grandslamtoernooien
| Legenda | Legenda                          |
| ------- | -------------------------------- |
| g.t.    | geen toernooi gehouden           |
| l.c.    | lagere categorie                 |
| –       | niet deelgenomen                 |
| G       | uitgeschakeld in de groepsfase   |
| 1R      | uitgeschakeld in de eerste ronde |
| 2R      | uitgeschakeld in de tweede ronde |
| 3R      | uitgeschakeld in de derde ronde  |
| 4R      | uitgeschakeld in de vierde ronde |
| KF      | uitgeschakeld in de kwartfinale  |
| HF      | uitgeschakeld in de halve finale |
| F       | de finale verloren               |
| W       | het toernooi gewonnen            |
| w-v     | winst/verlies-balans             |

### Vrouwendubbelspel
| toernooi        | 2001 | 2002 | 2003 | 2004 | 2005 | 2006 | 2007 | 2008 | 2009 | 2010 | 2011 | 2012 | 2013 |
| --------------- | ---- | ---- | ---- | ---- | ---- | ---- | ---- | ---- | ---- | ---- | ---- | ---- | ---- |
| Australian Open | –    | 3R   | 1R   | –    | 1R   | –    | 1R   | –    | 2R   | 2R   | KF   | 2R   | 3R   |
| Roland Garros   | –    | 1R   | 1R   | –    | –    | –    | 2R   | 3R   | 1R   | 1R   | 3R   | 2R   | 1R   |
| Wimbledon       | 2R   | 1R   | 2R   | 1R   | 1R   | 2R   | 1R   | 1R   | 1R   | 1R   | 2R   | 3R   | 2R   |
| US Open         | –    | 1R   | 1R   | –    | –    | –    | 1R   | 1R   | 1R   | 1R   | 1R   | 3R   | 1R   |

### Gemengd dubbelspel
| toernooi        | 2002 | 2003 |    | 2011 | 2012 | 2013 |
| --------------- | ---- | ---- | -- | ---- | ---- | ---- |
| Australian Open | –    | –    | –  | 1R   | 1R   |      |
| Roland Garros   | –    | –    | –  | KF   | KF   |      |
| Wimbledon       | 1R   | 1R   | 2R | 1R   | 2R   |      |
| US Open         | –    | –    | 2R | –    | –    |      |